# Georges Pavec
 (septembre 2023).
Si vous disposez d'ouvrages ou d'articles de référence ou si vous connaissez des sites web de qualité traitant du thème abordé ici, merci de compléter l'article en donnant les références utiles à sa vérifiabilité et en les liant à la section « Notes et références ».
Georges Pavec, né le 9 mars 1875 à Saint-Brieuc et mort le 6 novembre 1963 à Cannes, est un artiste peintre français.

## Biographie
Georges Pavec est le fils d'Albert Pavec, substitut pour procureur de la République, et de Pauline Thérèse Jeanne Marie Thomazé. 
Il est l'élève de Jules Lefebvre, Tony Robert-Fleury et Léon Bonnat à l’École des Beaux-Arts de Paris. 
Il expose au Salon des Artistes Français de 1897 à 1914, où il est sociétaire à partir de 1902.
Il meurt à Cannes à l'âge de 88 ans.